# Георгиев, Кимон
Кимон Стоянов Георги́ев (болг. Кимон Стоянов Георгиев; 11 августа 1882, Пазарджик — 28 сентября 1969, София) — болгарский государственный и военный деятель. Участник трёх государственных переворотов и руководитель одного из них. Премьер-министр (1934—1935 и 1944—1946 гг.), генерал-полковник (1946).

## Военный деятель
Кимон Георгиев родился в городе Татар-Пазарджик, тогда еще входившем в состав Восточной Румелии. Его отец, которого звали Георгий Стоянов, умер, когда Кимону было 3 месяца.
Кимон Георгиев окончил Военное училище в Софии (1902), служил в болгарской армии. Участвовал в Балканских войнах 1912—1913 в чине капитана и в должности командира роты. Во время Первой мировой войны командовал дружиной (батальоном). В 1916 году, в битве на Черне был тяжело ранен, потерял глаз. В 1920-м был уволен в запас в чине подполковника. В 1919 являлся одним из создателей «Военного союза», входил в состав его центрального руководства.

## Политический деятель
В 1922 году был в числе создателей политической организации «Народный сговор», находившийся в оппозиции к правительству лидера Болгарского земледельческого народного союза (БЗНС) Александра Стамболийского. Участвовал в перевороте 9 июня 1923, в ходе которого правительство Стамболийского было свергнуто, а премьер — убит.
В 1923—1931 годах являлся одним из руководителей политического объединения «Демократический сговор». В 1923—1927 годах был депутатом 21-го, в 1927—1931 годах — 22-го Обыкновенного Народного собрания. В 1926—1928 годах — министр транспорта, почт и телеграфа в правительстве Андрея Ляпчева. В 1931 году стал одним из лидеров политической группы «Звено» (в её состав входили интеллигенты, отставные офицеры, а также политики, разочарованные в существовавших партиях), поддерживал тесные контакты с лидером тайного «Военного союза» Дамяном Велчевым.

## Премьер-министр
Вместе с Велчевым активно участвовал в подготовке переворота 19 мая 1934 года, после которого возглавил правительство страны, одновременно был министром юстиции. Кроме того, 19-23 мая был министром внутренних дел, а 19 мая исполнял обязанности военного министра.
Его кабинет министров установил авторитарный режим, распустил Народное собрание, запретил политические партии и организации (в том числе официально самораспустилось и «Звено»), ввёл цензуру, провёл территориально-административную реформу, в результате которой 16 округов были преобразованы в 7 областей, а количество сельских общин сокращено с 2500 до 800. Было жёстко ограничено местное самоуправление — кметы (руководители сельских общин) более не избирались, а назначались, причём из лиц, имевших высшее образование, что способствовало отчуждению крестьянства от самоуправления. Кроме того, кметы были подчинены центральной администрации. Существенно возросли функции полиции, гонениям подверглись различные оппозиционные силы: от коммунистов — до Внутренней Македонской революционной организации (ВМРО). Чиновники, обвиненные в некомпетентности или политической неблагонадёжности, увольнялись с государственной службы (всего в результате «чистки» были уволены около 6 тысяч человек).
В экономике была усилена роль государства, введены монополии на спирт, соль, нефть и табак. Правительство принимало меры по поддержке социально уязвимых слоёв населения и поощряло развитие кооперации. Во внешней политике оно ориентировалось на Францию и Великобританию, выступало за нормализацию отношений с Югославией и установило дипломатические отношения с СССР.
Переворот 19 мая изначально вызвал негативную реакцию царя Бориса III, который назначил Георгиева премьер-министром только под сильным давлением тайного «Военного союза». Мероприятия нового правительства способствовали не только усилению авторитаризма в Болгарии, но и ограничивали возможности царя и его окружения. 22 января 1935 года царь отправил правительство Георгиева в отставку, назначив новым премьер-министром более лояльного двору генерала Пенчо Златева, занимавшего до этого пост военного министра.

## В оппозиции
После отставки Георгиев находился в оппозиции к царскому двору и правительству. Он быстро наладил связи с левыми политическими силами, с которыми его сближали оппозиционные настроения. Уже с 1935 года он сотрудничал с левой «земледельческой» партией БЗНС «Ал. Стамболийски» («Пладне-1»), а с 1936 года — и с коммунистами. Вновь возглавил группу «Звено». В 1938 году баллотировался в депутаты от «Народного фронта».
Во время Второй мировой войны Георгиев последовательно выступал против союза с нацистской Германией, что вполне соответствовало внешнеполитическому курсу его правительства в 1934—1935 годах. 1 ноября 1940 года подписал обращение к правительству Богдана Филова с протестом против принятия закона о защите нации. Был одним из активных участников Отечественного фронта (объединения антимонархических сил с участием коммунистов), в 1943 году стал членом его национального комитета. 7 августа 1944 года вместе с другими видными оппозиционными деятелями выступил с декларацией, адресованной регентам и правительству. В ней содержались требования создания народного конституционного правительства, радикального изменения внешнеполитического курса, выхода из войны, сближения с СССР.

## Вновь премьер-министр
Активный участник подготовки переворота 9 сентября 1944, в результате которого к власти пришли просоветские силы, а важную роль в системе государственной власти стали играть коммунисты. В новом правительстве Георгиев занял пост премьер-министра — его кандидатура была приемлема как для СССР и болгарских коммунистов, так и для Запада, который видел в нём некоммунистическую политическую фигуру. В его коалиционном правительстве было 16 министров, в том числе четыре коммуниста (МВД, здравоохранение, юстиции и министр без портфеля).
В 1944 году Георгиев был произведён в генерал-майоры запаса, в 1945 — в генерал-лейтенанты, в 1946 — в генерал-полковники. 1 октября 1944 года он был избран председателем исполнительного комитета политической партии Народный союз «Звено», созданной на основе одноименной группы. В 1945—1946 годах он, одновременно с постом премьер-министра, являлся депутатом 26-го Обыкновенного законодательного собрания. После отставки Дамяна Велчева с поста военного министра исполнял его обязанности (в сентябре-ноябре 1946).
Правительство Георгиева объявило войну Германии, болгарская армия приняла участие в боях с немецкими войсками. Во время его пребывания на этом посту были казнены многие видные деятели монархического режима — регенты, министры, депутаты, военачальники и др. (всего, по официальным данным, было казнено 2680 человек). Как премьер-министр, он был союзником коммунистов, поддерживал их во время политического кризиса 1945 года, когда часть министров ушли в отставку, требуя демократических выборов. Парламентские выборы 1945 и 1946 проходили под жёстким контролем правительства, что способствовало убедительной победе на них Отечественного фронта, лидирующие позиции в котором, начиная с 1945, прочно занимали коммунисты. На ключевые посты в системе государственного управления активно продвигались коммунисты и их сторонники. В сентябре 1946 года по результатам референдума в Болгарии была отменена монархия.
Важным дипломатическим успехом правительства Георгиева считается принятие Парижской мирной конференцией решения о сохранении в составе Болгарии Южной Добруджи, которая с 1913 по 1940 год была частью Румынии, потерянной в Второй балканской войне.

## Деятель коммунистического режима
В 1946 году Георгиев был избран депутатом 6-го Великого народного собрания. После выборов его правительство ушло в отставку (23 ноября 1946), и новый кабинет сформировал лидер коммунистов Георгий Димитров. Однако Георгиев остался в составе правительства, в том числе и после самороспуска Народного союза «Звено» в 1949. В 1946—1950 и в декабре 1959 — марте 1962 он был заместителем председателя Совета министров Народной республики Болгарии (НРБ). В октябре 1946 — декабре 1947, одновременно являлся министром иностранных дел, в декабре 1947 — феврале 1951 — министром электрификации и мелиорации. В феврале 1951 — феврале 1957 — министр электрификации, в феврале 1957 — марте 1959 — министр электрификации и водного хозяйства, в марте-декабре 1959 — председатель Комитета по строительстве и архитектуре.
С 1950 года избирался депутатом Народного собрания. В 1962—1969 годах был членом президиума Народного собрания. Являлся заместителем председателя Национального совета Отечественного фронта. Дважды был удостоен высшей награды НРБ — звания Героя социалистического труда (1962, 1967; соответственно, к 80-й и 85-й годовщинам со дня рождения).

## Семья
Кимон Георгиев был женат на Веске, урожденной Родевой. В семье были две дочери — Мария и Корнелия. Мария вышла замуж за юриста и политика Гиньо Ганева, который в 2005 году был избран первым национальным омбудсманом (уполномоченным по правам человека) Болгарии. Одного из своих сыновей Ганев назвал именем Кимон.